# حسن إندام إنجيكام
حسن إندام إنجيكام (بالفرنسية: Hassan N'Dam N'Jikam) مواليد 18 فبراير 1984 في الكاميرون، هو ملاكم كاميروني يصنف ضمن فئة الوزن المتوسط بدأ مسيرته الاحترافية سنة 2004. شارك في دورة الألعاب الأولمبية الصيفية سنة 2004. حقق الميدالية الفضية في ألعاب عموم أفريقيا 2003.

## إحصائيات
خاض خلال مسيرته 35 نزالا، فاز في 33 وخسر في 2. فاز بالضربة القاضية في 19 نزالا.

## الميداليات
| الميدالية | المسابقة                |
| --------- | ----------------------- |
| فضية      | ألعاب عموم أفريقيا 2003 |

## روابط خارجية
- حسن إندام إنجيكام على موقع بوكس ريك (الإنجليزية) (registration required)
- حسن إندام إنجيكام على موقع اللجنة الأولمبية الدولية (الإنجليزية)
- حسن إندام إنجيكام على موقع أوليمبيديا (الإنجليزية)